# Dundee (Floryda)
Dundee – miasto w Stanach Zjednoczonych, w stanie Floryda, w hrabstwie Polk.

## Demografia
W roku 2000 miasto zamieszkiwało 2912 osób, a gęstość zaludnienia wynosiła 260 osób/km². W roku 2023 liczba mieszkańców wzrosła do 6043 osób, a gęstość zaludnienia do niespełna 540 osób/km². Na przestrzeni niespełna ćwierćwiecza zaludnienie Dundee wzrosło prawie 2,1-krotnie.